# Orthilia
Orthilia Raf., 1840 è un genere di piante della famiglia delle Ericacee.

## Tassonomia
La classificazione tradizionale (Sistema Cronquist, 1981) assegnava il genere Orthilia alla famiglia Pyrolaceae, mentre la moderna classificazione APG IV (2016) colloca l'intero raggruppamento delle Pyrolaceae nella famiglia delle Ericacee (sottofamiglia Monotropoideae, tribù Pyroleae).
Il genere comprende due specie:
- Orthilia kareliniana (A.K.Skvortsov) Holub
- Orthilia secunda (L.) House